# 埃耶峰
埃耶峰是（英語：Eyer Peak）

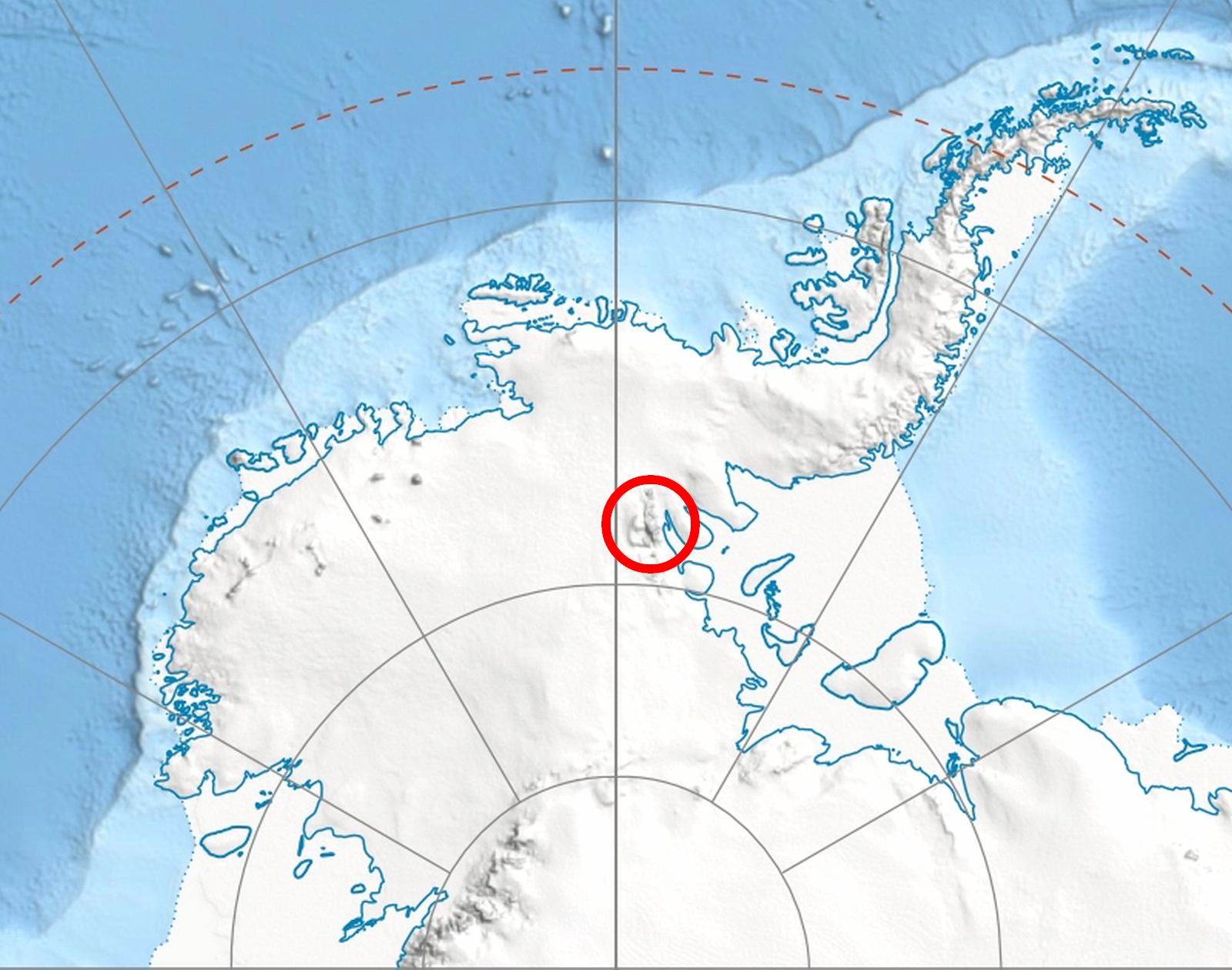

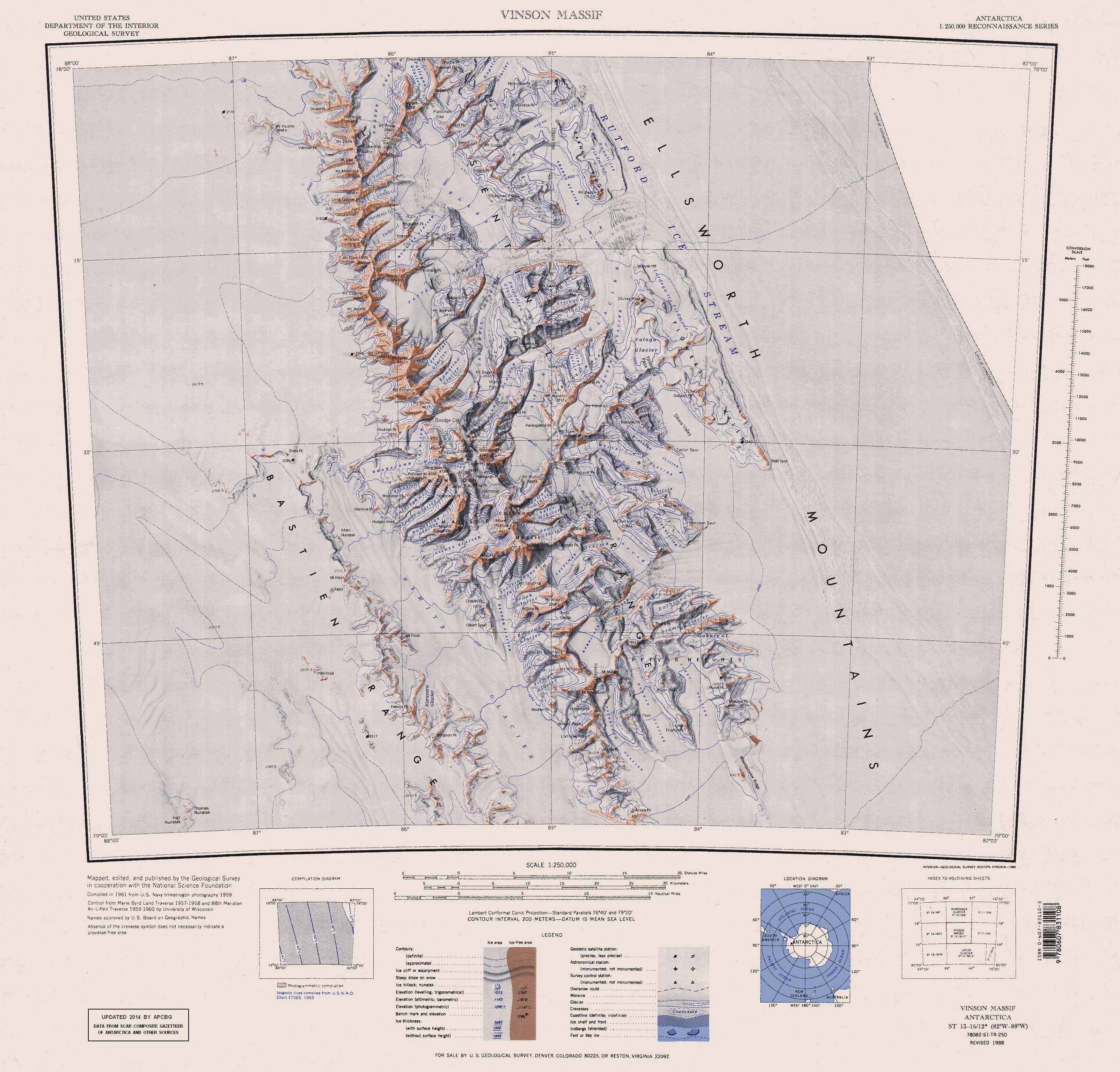

南極洲的山峰，位於埃爾斯沃思地，屬於埃爾斯沃思山脈中森蒂納爾嶺的一部分，處於普羅布達嶺，海拔高度3,358米，以保加利亞的教育家命名。

## 外部連結
- Bulgarian Antarctic Gazetteer.（页面存档备份，存于） Antarctic Place-names Commission. (details in Bulgarian, basic data（页面存档备份，存于） in English)
- Eyer Peak. （页面存档备份，存于） SCAR Composite Gazetteer of Antarctica.

78°09′18″S 85°59′45″W / 78.15500°S 85.99583°W